# Raniero Capocci

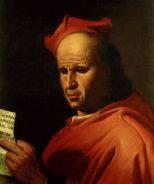
Kardinaal Raniero Capocci. Olieverfschilderij door Carlo Saraceni (Firenze)

Raniero Capocci (Latijn: Raynerius Capoccius), ook genoemd Raniero van Viterbo (Viterbo, 1180/1190 - Lyon, 1250), was naast kardinaal, een cisterciënzer monnik, pauselijk gezant buiten de Kerkelijke Staat maar ook, binnen de Kerkelijke Staat, gouverneur van enkele provincies ervan. Hij was korte tijd (1243-1244) bisschop van Viterbo, zijn geboortestad.

## Levensloop
Raniero was eerst monnik en abt van de Cisterziënzer abdij Tre Fontane bij Rome. Tijdens zijn eerste missie als pauselijk gezant tijdens de Albigenzer Kruistochten, maakte hij kennis met Dominicus, stichter van de Dominicanen. Hij deelde met Dominicus dezelfde opvattingen over de strijd tegen de Katharen. In zijn verder leven zou Raniero steeds de ordes van Dominicanen en Franciscanen steunen, naast zijn eigen orde, de Cisterzienzers.
Raniero was actief in de Romeinse Curie vanaf 1216, jaar waarin hij kardinaal werd. Hij bestuurde delen van de Kerkelijke Staat, onder meer het hertogdom Spoleto en het markiezaat Tuscia en ging op missie voor de paus. Hij werd vooral bekend door zijn heftige afkeer van het Huis Hohenstaufen. De Rooms-Duitse keizer Frederik II van Hohenstaufen werd door hem afgeschilderd als de antichrist en met het beest uit de Apocalyps vergeleken. Raniero vocht, als aanvoerder van een pauselijk regiment, tegen het keizerlijk leger, met Viterbo als inzet. De keizer zon immers op wraak. Zijn overwinning tegen de keizer (1243) in Viterbo, met de steun van de (later) heilige Rosa, had een impact in die tijd. De stad werd nadien weliswaar verwoest door keizerlijke troepen. Raniero gooide de Dominicanen en de Franciscanen mee in de strijd van de paus tegen de keizer. De invloed van Raniero bij paus Gregorius IX en zijn opvolger Innocentius IV groeide intussen. In 1244 voelde paus Innocentius IV zich zo bedreigd door keizer Frederik II dat hij vluchtte naar Lyon. De paus liet het bestuur van verschillende delen van de Kerkelijke Staat volledig over aan Raniero.

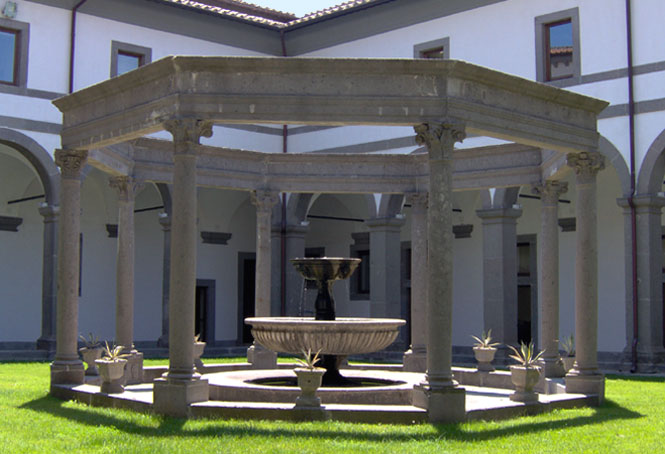
Kerk in Viterbo, gebouwd door Raniero Capocci. Thans universiteitsgebouw.

In 1245 organiseerde paus Innocentius IV in Lyon een Concilie. Raniero stuurde naar het concilie geschriften gericht tegen de in zijn ogen ketterse Frederik II. Dit had effect. De Rooms-Duitse keizer Frederik II werd afgezet door het Concilie, alhoewel dit moeizaam gebeurde. In de jaren nadien verbleef de paus verder in Lyon. De Romeinse Curie verhuisde grotendeels naar Lyon. In 1250 reisde Raniero ook naar Lyon, waar hij stierf. Hij werd begraven in Cîteaux, een cisterzienzerabdij. Stoffelijke resten werden later overgebracht naar de kerk van Santa Maria in Gradi, gelegen in Viterbo. Deze kerk was gebouwd door Raniero en nadien geschonken aan de Dominicanen.
- Bibsys: 13039912
- Gemeinsame Normdatei: 1026226570
- International Standard Name Identifier: 0000 0003 5743 1314
- Library of Congress Control Number: no2018145471
- Istituto Centrale per il Catalogo Unico: CFIV358761
- Système universitaire de documentation: 134151380
- Virtual International Authority File: 195144043
- WorldCat: E39PBJxrWdx66yV7whHBByth73